# Hoffmannia calycosa
Hoffmannia calycosa là một loài thực vật có hoa trong họ Thiến thảo. Loài này được Donn.Sm. mô tả khoa học đầu tiên năm 1905.